# Mullerwallaby
De Mullerwallaby (Dorcopsis muelleri) is een zoogdier uit de familie van de kangoeroes (Macropodidae). De wetenschappelijke naam van de soort werd voor het eerst geldig gepubliceerd door Hermann Schlegel in 1866.

## Taxonomie
Deze soort heeft lange tijd bekendgestaan onder de veel oudere naam Dorcopsis veterum (Lesson & Garnot), maar die naam kan niet met zekerheid aan een Dorcopsis worden toegeschreven (het is waarschijnlijker dat het om een grijze boomkangoeroe gaat, maar de naam wordt gezien als een nomen dubium).
Binnen deze soort worden vier ondersoorten erkend:
- Dorcopsis muelleri muelleri (Schlegel, 1866) – komt voor op het Vogelkopschiereiland.
- Dorcopsis muelleri lorentzii Jentink, 1908 – komt voor in het laagland van zuidwestelijk Papoea.
- Dorcopsis muelleri mysoliae Thomas, 1913 – komt voor op het eiland Misool.
- Dorcopsis muelleri yapeni Groves & Flannery, 1989 – komt voor op het eiland Japen.

De populatie op Salawati vertegenwoordigt mogelijk een vijfde ondersoort, terwijl yapeni misschien een aparte soort is.

## Beschrijving
De bovenkant van het lichaam is lichtbruin, de onderkant wit. De vacht is vrij dun. De kop-romplengte bedraagt 540 tot 770 mm, de staartlengte 320 tot 535 mm, de achtervoetlengte 130 tot 140 mm, de oorlengte 37 tot 50 mm en het gewicht 5000 tot 6000 g voor vijf dieren (voor sommige maten minder) uit het hele verspreidingsgebied.

## Voorkomen
De Mullerwallaby komt voor in het westen van Nieuw-Guinea en op de nabijgelegen eilanden Japen, Misool en Salawati.